# Dactyloa punctata
O papa-vento-verde (Dactyloa punctata), também conhecido como calango-verde, lagarto-verde e papa-vento, dentre outros nomes  é uma espécie de lagarto arborícola, pertencente à família Dactyloidae. Nativa da América do Sul, ocorre em diversos países, incluindo o Brasil .

## Etimologia
Dactyloa deriva do grego daktylos (“dedos”) e oa (“franja”) referente às lamelas subdigitais expandidas assemelhando-se a almofadas. O nome específico punctata deriva do latim e significa “pintado” ou “pontuado” remetendo à presença manchas puntiformes espalhadas pelo corpo.[carece de fontes?]

## Taxonomia e sistemática
Dactyloa punctata está inserida na ordem Squamata, infraordem Iguania, no clado Pleurodonta, sendo pertencente à família Dactyloidae. Atualmente, Dactyloidae compreende oito gêneros, 22 grupos de espécies e quase 500 espécies.
Originalmente, a espécie foi descrita por Daudin em 1802 como Anolis punctatus.  Em 1843, Fitzinger alocou A. punctatus no gênero Dactyloa. Posteriormente, a espécie voltou para o gênero Anolis. Em 2012, um novo estudo propôs a divisão de Anolis, então com 499 espécies mais subespécies, em oito gêneros, incluindo Dactyloa. Contudo, esta proposta é questionada por alguns autores, que argumentam a favor da manutenção de Anolis como um gênero com centenas de espécies.
O gênero Dactyloa é suportado por 77 apomorfias, sendo quatro morfológicas e 73 genéticas. Três características morfológicas são exclusivas do gênero dentro de Dactyloidae: cabeça relativamente curta; escama interparietal aumentada; e um maior número de vértebras caudais antes da primeira vértebra de autotomia.
Dactyloa punctata é muito semelhante à Dactyloa philopunctata, da qual difere apenas pela ausência de manchas negras no apêndice gular, presentes em D. philopunctata, espécie descrita para algumas localidades no estado do Amazonas, Brasil. Um recente estudo, porém, encontrou que algumas populações de D. punctata são geneticamente mais próximas de D. philopunctata do que de outras populações de D. punctata, de forma que as duas espécies seriam sinônimas.

## Distribuição geográfica
O Dactyloa punctata é uma espécie que ocorre na América do Sul, podendo ser encontrada no Brasil, Guiana Francesa, Suriname, Guiana, Venezuela, Colômbia, Equador, Peru e Bolívia. É comum na Amazônia e na Mata Atlântica. No Brasil, D. punctata é registrada nos estados do Amapá, Pará, Maranhão, Amazonas, Roraima, Acre, Rondônia, Mato Grosso, Paraíba, Pernambuco, Alagoas, Sergipe, Bahia, Minas Gerais, Espírito Santo, Rio de Janeiro e São Paulo.

## Biologia e história natural

#### Habitat
Dactyloa punctata habita floresta primárias e secundárias, borda de matas e margens de rios, sendo geralmente encontrada sobre troncos de árvores, raramente vista no chão. É diurna, e durante a noite repousa em arbustos, folhas e cipós.

Características e comportamento da espécie
Possuem o comprimento rostro-cloacal de até 90 mm. Possui o corpo e a cauda moderadamente comprimidos. Tem uma coloração verde com manchas azul-claras ou creme, e os indivíduos são capazes de mudar rapidamente sua coloração para marrom. O apêndice gular (“papo”) é laranja a amarelo, menor nas fêmeas que nos machos, os quais também tendem a possuir um focinho protuberante.
As escamas dorsais são granulares, lisas ou quilhadas, e as escamas ventrais são maiores que as dorsais, também lisas ou quilhadas. As expansões digitais são bem desenvolvidas e o corpo e a cauda são levemente comprimidos. A espécie apresenta dimorfismo sexual, sendo os machos normalmente maiores que as fêmeas, medindo até 92 mm de comprimento rostro-cloacal (fêmeas medem até 80 mm). Além disso, os machos possuem escamas alongadas brancas ou amarelas no apêndice gular .
Dactyloa punctata é uma espécie diurna; os machos são territorialistas, defendendo seu território de outros machos. Essa defesa é realizada com movimentos da cabeça de baixo para cima, desdobramento da dobra gular e movimentos da cauda, na tentativa de intimidar o rival. A coloração verde do corpo garante que os indivíduos se camuflam no ambiente, reduzindo as chances de predação.
Alimentação
É uma espécie forrageadora passiva, ou seja, que se movimenta pouco em busca de alimento, de forma a consumir presas mais móveis. Assim, os indivíduos têm baixo gasto energético na procura por alimentos, cuja captura pode ser facilitada pela camuflagem no ambiente florestal. A dieta de D. punctata é composta principalmente por artrópodes, como formigas, ortópteros e coleópteros.
Reprodução
O macho realiza uma dança de cortejo para as fêmeas, que permanece quieta e observando o ritual. Ele faz uma demonstração de movimentos parecida com a de defesa do território, com o movimento da cabeça de baixo para cima e exibindo a prega gular. Ao final, se aceito, o macho se aproxima da fêmea, morde seu pescoço e ambos acasalam.
Dactyloa punctata é uma espécie ovípara. A reprodução parece ocorrer ao longo de todo o ano, com fêmeas fazendo várias desovas de um a dois ovos por ano .

## Conservação
De acordo com o Livro Vermelho da Fauna Brasileira Ameaçada de Extinção Dactyloa punctata encontra-se na categoria Menos Preocupante (Least Concern - LC) no Brasil, uma vez que possui ampla distribuição geográfica e ocorre em diversas áreas protegidas. Ademais, não há registros de ameaças naturais ou antrópicas, utilização ou comércio ilegal dessa espécie.